# Bewahrung und Förderung von Kultur, Vielfalt und Qualität regionaler Spezialitäten in Oberfranken
Bewahrung und Förderung von Kultur, Vielfalt und Qualität regionaler Spezialitäten in Oberfranken ist ein Immaterielles Kulturerbe in Deutschland.

## Hintergrund
Oberfranken ist traditionell ein Gebiet zahlreicher kulinarischer Genüsse. Dazu zählen viele Bratwurst-, Schinken- und Wurstspezialitäten, verschiedene Backwaren, Fisch, Obst, Gemüse und Käsespezialitäten. Hinzu kommen die Gerichte und Brotzeiten der fränkischen Küche. Mit den kulinarischer Besonderheiten sind sorgsam gepflegte Bräuche verbunden.
2007 wurde in Kulmbach der Verein Genussregion Oberfranken gegründet mit dem Ziel, die Qualität, Vielfalt und Kultur regionaler Spezialitäten in Oberfranken zu fördern, zu dokumentieren und bekannt zu machen. In Zusammenarbeit mit der Handwerkskammer für Oberfranken werdeni m Rahmen einer aus EU-Mitteln geförderten Kampagne die handwerklich und nach überlieferten Rezepturen erzeugten Lebensmittel und ihre regionalen Rohstoffe erforscht. Die Ergebnisse werden in Wort und Bild gemeinsam mit dem Rezept und damit zusammenhängenden Bräuchen in einer Datenbank vorgestellt.

## Einschreibung
2015 wurde die Bewahrung und Förderung von Kultur, Vielfalt und Qualität regionaler Spezialitäten in Oberfranken, wie sie von dem Verein „Genussregion Oberfranken“ und der Handwerkskammer für Oberfranken praktiziert werden, in das Register Guter Praxisbeispiele des Bundesweiten Verzeichnisses des immateriellen Kulturerbes aufgenommen.
Bei der Beschreibung des immateriellen Kulturerbes wird unter anderem ausgeführt:

„Die Bevölkerung nimmt die Besonderheit der Region als identitätsstiftendes Merkmal wahr. Mit der aktiven Hilfe der Bürgerinnen und Bürger konnte eine übergreifende Dokumentation regionaler Spezialitäten in Oberfranken erstellt werden, die in einer Datenbank zugänglich ist. Dies ist ein bemerkenswertes und gelungenes Beispiel für den Umgang mit immateriellem Kulturerbe. Im Sinne der UNESCO-Konvention handelt es sich dabei um eine regionale, thematisch fokussierte Inventarisierung zum Zwecke der Bewusstseinsbildung und vielfältiger Erhaltungsmaßnahmen … Das Beispiel zeigt eindrucksvoll, wie in industrialisierten Gesellschaften eine den soziökonomischen Kontext fördernde Rückbesinnung auf regionale Lebensmittel auch im Sinne einer nachhaltigen (ökologischen, ökonomischen, sozialen und kulturellen) Entwicklung gefördert werden kann.“

## Museumsnetzwerk
Mehrere Museen der Region, die durch die Themen Kulinarik, Handwerk und Anbaukultur miteinander verbunden sind, haben sich zu dem Museumsnetzwerk Kultur und Genuss in Franken zusammengeschlossen. Ziel ist es, gemeinsam mit der Genussregion Oberfranken auf die Besonderheiten und Spezialitäten der Region aufmerksam zu machen und somit das Immaterielle Kulturerbe bekannter zu machen. Gefördert und beraten wird der Zusammenschluss durch die Landesstelle für die nichtstaatlichen Museen in Bayern.
Zu dem Museumsnetzwerk zählen:
1. Oberfränkisches Bauernhofmuseum in Kleinlosnitz, Landkreis Hof: Historische Landwirtschaft im Fichtelgebirge
2. Bayerisches Brauerei- und Bäckereimuseum in Kulmbach, Landkreis Kulmbach: Geschichte und Kunst des Bierbrauens und Backens
3. Deutsches Gewürzmuseum in Kulmbach, Landkreis Kulmbach: Gewürze aus aller Welt
4. Porzellanikon in Selb und Hohenberg an der Eger im Landkreis Wunsiedel im Fichtelgebirge: Europas größtes Spezialmuseum für Porzellan
5. Gärtner- und Häckermuseum in Bamberg: Geschichte und Kultur der Bamberger Gärtner und Häcker
6. Deutsches Korbmuseum in Michelau in Oberfranken, Landkreis Lichtenfels: Wiege der Feinkorbflechterei
7. Töpfermuseum Thurnau in Thurnau, Landkreis Kulmbach: Töpferdorf und seine Töpferkunst
8. Museum Herrenmühle in Hammelburg, Landkreis Bad Kissingen: Exponate, Inszenierungen und interaktive Stationen zum Thema „Brot und Wein“.
9. Aischgründer Karpfenmuseum in Neustadt an der Aisch, Landkreis Neustadt an der Aisch-Bad Windsheim: 1250 Jahre Karpfenzucht in Franken
10. Zentrum Welterbe Bamberg: Informationen zum UNESCO-Welterbe „Altstadt von Bamberg“